# Alžbeta Bačíková
Alžbeta Bačíková née Pavlendová le 6 février 1990 à Krupina est une coureuse cycliste slovaque.

## Palmarès sur piste

### Championnats du monde
- Minsk 2013
  - 8e du scratch
- Ballerup 2014
  - 13e du scratch
  - 16e de l'Omnium
- Saint-Quentin-en-Yvelines 2015
  - 5e du scratch
  - 14e de la course aux points
- Londres 2016
  - 16e de la course aux points
  - 18e du scratch
- Hong-Kong 2017
  - 12e du scratch
  - 13e de la course aux points
- Pruszków 2019
  - 8e du scratch
  - 24e de l'omnium

### Coupe du monde
- 2013-2014
  - 10e du classement général du scratch
  - 10e du classement général de la course aux points

### Championnats d'Europe
| Édition / Épreuve | Elimination | Scratch | Omnium | Course aux points |
| Glasgow 2018      | 13e         | 9e      |        | 16e               |
| Apeldoorn 2019    |             | 8e      |        | 17e               |
| Plovdiv 2020      | 9e          | 11e     |        | 12e               |
| Granges 2021      | 7e          | 8e      | 18e    |                   |
| Munich 2022       | 8e          | 19e     | 17e    |                   |
| Granges 2023      | 12e         | 14e     | 16e    |                   |

### Championnats nationaux
- 2014
  -  Championne de Slovaquie de course aux points
  -  Championne de Slovaquie du scratch
  -  Championne de Slovaquie d'omnium
- 2015
  -  Championne de Slovaquie de course aux points
  -  Championne de Slovaquie du scratch
  -  Championne de Slovaquie d'omnium
- 2018
  -  Championne de Slovaquie du scratch
- 2019
  -  Championne de Slovaquie de course aux points
  -  Championne de Slovaquie du scratch
  -  Championne de Slovaquie d'omnium
- 2020
  -  Championne de Slovaquie de course aux points
  -  Championne de Slovaquie du scratch
  -  Championne de Slovaquie d'omnium
  -  Championne de Slovaquie de course à l'élimination
- 2021
  -  Championne de Slovaquie de l'américaine
  -  Championne de Slovaquie d'omnium

## Palmarès sur route
Palmarès sur route
- 2009
  -  Championne de Slovaquie sur route
  -  Championne de Slovaquie du contre-la-montre
- 2010
  -  Championne de Slovaquie du contre-la-montre
- 2011
  -  Championne de Slovaquie du contre-la-montre
- 2012
  -  Championne de Slovaquie sur route
- 2013
  -  Championne de Slovaquie du contre-la-montre
- 2015
  -  Championne de Slovaquie sur route
- 2017
  -  Championne de Slovaquie sur route
  - Horizon Park Women Challenge